# شب آفتابی
شب آفتابی فیلمی به کارگردانی و نویسندگی سیروس الوند محصول سال ۱۳۵۶ است.

## بازیگران
- مرتضی عقیلی
- لیلا فروهر
- تقی مختار
- عنایت‌الله بخشی
- توران مهرزاد
- جهانگیر فروهر
- حمیده خیرآبادی